# Fanfonne Guillierme
Pour les articles homonymes, voir Guillierme.
Fanfonne, née Antoinette Guillierme le 31 octobre 1895 à Paris et morte le 22 janvier 1989 à Aimargues, est une manadière française. Elle est appelée « la Grande Dame de la Camargue ».

## Biographie

### Enfance
Antoinette Guillierme, plus connue sous le nom de Fanfonne, est la quatrième fille de Frédéric Guillierme, homme de sciences parisien et d'Alice Larnac, installés dans un important domaine d'Aimargues, « Le Petit Teillan », dont l'appellation deviendra « Praviel » dans le dernier quart du XIXe siècle.
Dans sa jeunesse, Fanfonne passe ses hivers à Paris au 55, avenue Kléber dans le 16e arrondissement de Paris, apprenant à monter à cheval au bois de Boulogne, et ses vacances à Praviel, où naît sa passion pour les taureaux.

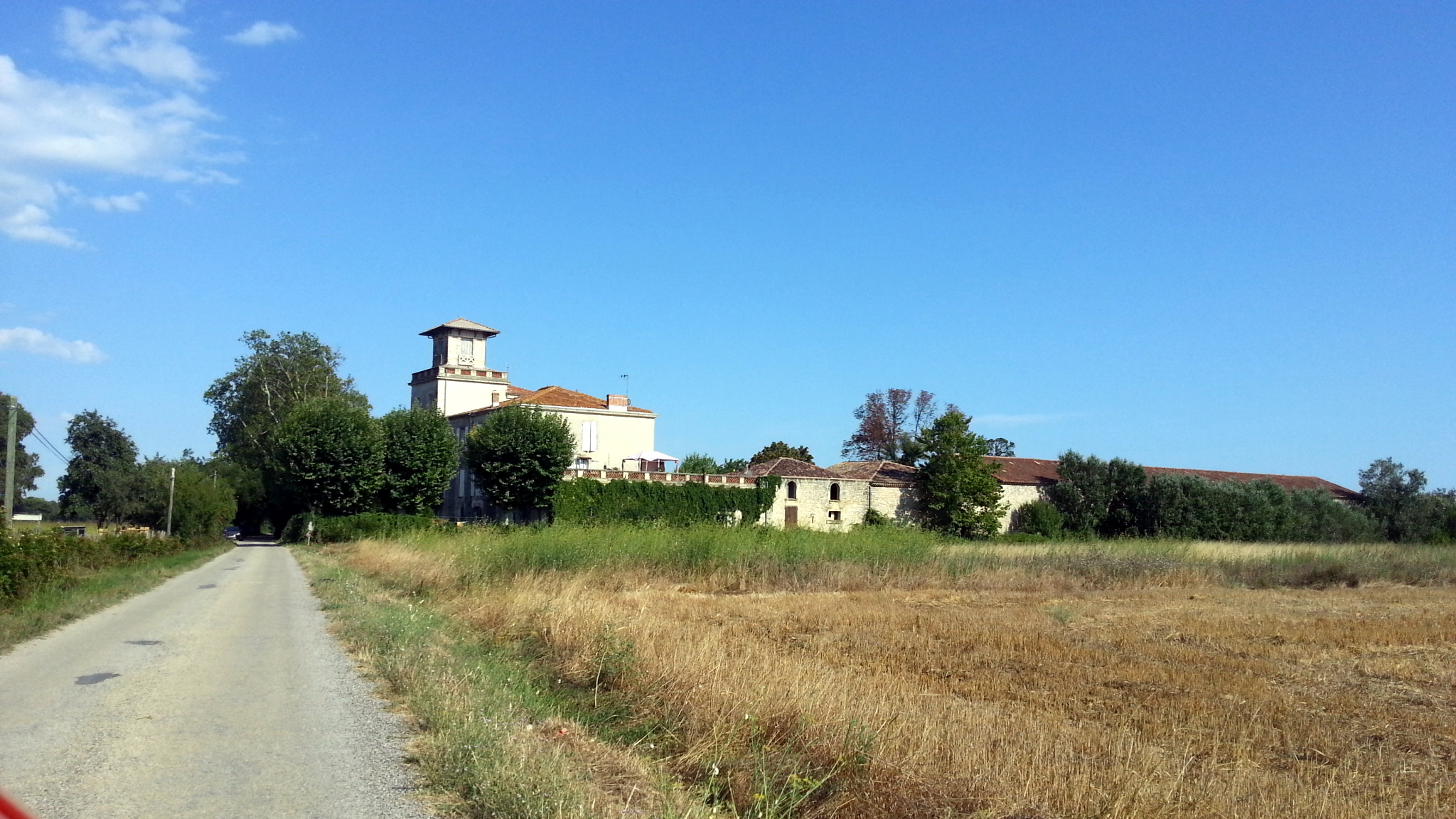
Le mas de Praviel.

L'année 1904 décide Alice à quitter définitivement la capitale et habiter dans la propriété du Languedoc avec ses enfants, à la suite d'un incendie qui ravage les entrepôts de la société de transports Cohen-Guillierme.
En 1907, après les graves inondations du Vistre et du Vidourle, la manade Baroncelli vient hiverner chaque année au Mas des amis Guillierme. Dès cette époque Mlle Fanfonne assouvit son engouement pour la bouvine camarguaise. Grande cavalière, sa témérité et son courage l'intègrent spontanément au monde rude et difficile des gardians.

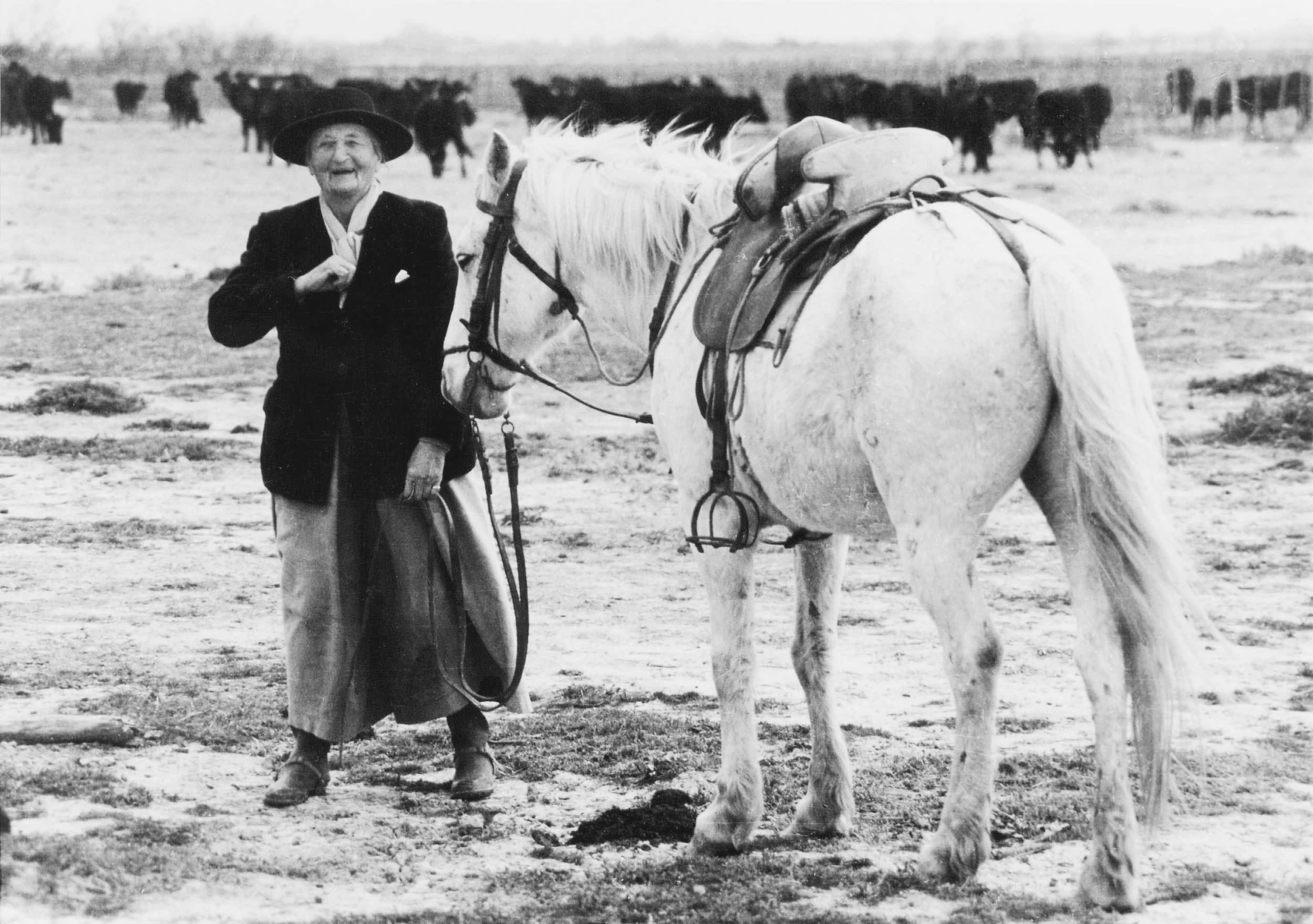
Mlle Fanfonne en 1974 (photo Robert Faure).

La guerre est déclarée le 3 août 1914, Jean Hecht, arrière-petit-fils du Baron Haussmann, fiancé à Fanfonne depuis 1911, est grièvement blessé durant le conflit mondial. Afin de ne pas entraver la formidable passion de sa promise pour les chevaux, les taureaux et la Camargue, il lui rend sa parole donnée. Accablée de tristesse, pour Fanfonne, il restera le seul amour de sa vie.

### Vie en Camargue
En 1920, sa mère Alice décide de créer une manade, initialement avec Jean Grand et Joseph d'Arbaud, mais comme au dernier moment Joseph ne peut s’associer pour des raisons financières, la manade aux couleurs azur et or ne s’appellera que Grand-Guillierme dont le premier gardian est Marius Favier qui s'occupe de l'élevage pendant 2 ans, remplacé par l'homme de métier reconnu : René Chabaud. Fanfonne devient alors une grande manadière qui consacre sa vie à la bouvine et au maintien des traditions. En 1926, proche du marquis de Baroncelli, elle participe à l'inauguration de la croix camarguaise aux Saintes-Maries-de-la-Mer.
À partir de 1956, secondée par ses gardians, la manadière dirige seule l'élevage qui prend le nom de « manade Fanfonne Guillierme ».
Le 21 février 1975, accompagnée de son gardian Jacques Espelly, Fanfonne s'envole vers Paris. C'est l'année de la femme. Elle a été choisie par le gouvernement comme ambassadrice de la Camargue au grand rassemblement féministe dont les invitées se sont particulièrement illustrées dans leur rude métier exercé, dans la plupart des cas, par les hommes.
Femme de conviction, elle est à l'origine de la reconnaissance du cheval Camargue en tant que race pure par les Haras nationaux en 1968. Unanimement respectée, elle est appelée « la grande dame de Camargue ». Les frères Espelly la rejoignent ensuite, Jacques en 1938 puis Armand en 1944. Quand elle meurt en 1989, ils reprennent sa manade. Ses taureaux sont réputés et remportent de nombreuses fois le prix des cocardiers donc deux Biòu d'Or (meilleur cocardier de la saison taurine camarguaise) avec :
- Galapian en 1968 (Biòu d'Or)
- Segren en 1983   (Biòu d'Or)
- Toubib en 1986 et 89
- Baron en 1993
- Floquine en 1996

Entre-temps, en 1959 un lot de ses bêtes, achetées par les frères Ribaud, est à l’origine de cette nouvelle manade.
Fanfonne Guillerme est inhumée au cimetière protestant de Nîmes.

## Hommages
Le 7 décembre 1986, elle reçoit à Beaucaire la première médaille du Mémorial de la course camarguaise, frappée par le Conseil général du Gard.
Fanfonne est également, après Fernand Granon, présidente d'honneur du club taurin aimarguois.
Depuis sa mort, la ville d'Aimargues et la Nacioun gardiano organisent chaque premier dimanche de mars une journée pour lui rendre hommage.
Le 22 octobre 1995, une plaque commémorative à la mémoire de Fanfonne Guillierme est apposée à l'entrée du bâtiment du boulevard portant son nom
En 2010, le sculpteur bronzier Claude crée un buste de Fanfonne à la demande d'un ami.
En 2011, la municipalité d'Aimargues, en relation avec les instances départementales et régionales, décide la création d'une statue équestre. Fanfonne y est représentée sur son cheval Prince galopant dans les marais aux côtés de ses deux Biòu d'or Galapian et Segren. Le 4 mars 2012, l'œuvre du sculpteur Ben K est inaugurée sur la place du château.